# Дејства српске авијације у окупираној територији (1916—1918)
Српска Врховна команда је, у три наврата употребила авионе да би са Солунског фронта, у делове Србије захваћене побуном, пребацила своје официре са одређеним задацима: 
- Војвода Василије Трбић, први је послат авионом, на планину Бабуна (планина), да би организовао герилски отпор окупатору, непосредно након овлачења српске војске у Првом светском рату..
- 28. септембра 1916, са аеродрома у Грчкој, пут Топлице полетео је војвода Коста Миловановић Пећанац, због припрема за Јабланичко-Топлички устанак. Апаратом "њупор" пилотирао је Француз Рене Корнемон. Они нису слетели, како им је било наређено, на ратни аеродром код Косанчића близу Бојника тј. Аеродром Бојник, јер је Пећанац, као искусни четник, знао да ће и авион и они бити лак плен за окупаторску војску. Док су прелетали линију фронта, више од 40 граната испаљено је на авион, али га нису погодиле. Пећанац, који је знао тек понеку француску реч, споразумевао се са пилотом гестикулацијом. Па ипак, за дивно чудо, успео је да покаже пилоту да наведе авион на Равне ливаде, близу села Механе, Радан планине, где су се спустили. Пошто су истоварили нешто опреме (где је било и 25 килограма експлозива), савезници су се братски изљубили, пилот је сео у авион, Пећанац је завртео елису и Француз је наставио лет у Румунију. Ка том месту појурили су бугарски војници, али су четници, које је предводио наредник Радисав Тошић, стигли пре и прихватили војводу.
- Да би "извршила инспекцију о догађањима на југу Краљевине" а у вези Јабланичко-Топличког устанка, Врховна команда 29. октобра 1917. шаље опет авион. Њиме пилотира наредник Синиша Стефановић, један од најбољих српских пилота тог доба. Са капетаном Јованом Илићем он успешно прелеће линију фронта и упућују се ка Косанчићу поред Бојника. Међутим, не зна се због чега, они спуштају авион код места Пусто Шилово (Јабланички округ), на Радан планини, на врло непогодан терен и ударају у дрво. Остали су неповређени, али су их заробиле бугарске јединице. После испитивања су стрељани.[1]